# Daigasエナジー
Daigasエナジー株式会社（ダイガスエナジー）は、大阪市中央区に本社を置く企業。大阪ガスの100%子会社であり、同社の「基盤会社」の1つである。

## 概要
大阪ガスグループにおいて、業務用・産業用の顧客に対するエネルギー関連サービスの営業・提供を実施している。なお、家庭用は大阪ガスマーケティング株式会社が担当している。
地域熱供給サービス（熱供給事業）を、千里中央、泉北泉ヶ丘、弁天町、岩崎橋、神戸ハーバーランド、六甲アイランドセンター、京都御池、JR奈良駅周辺、芦屋浜高層住宅、六甲アイランド集合住宅で実施している。

## 沿革
旧OGCTS
- 2001年（平成13年） - 大阪ガスのコージェネレーション部門を分社化し、株式会社コージェネテクノサービスとして設立[5]。
- 2009年（平成21年） - 株式会社クリエイティブテクノソリューションに商号変更。
- 2015年（平成27年）1月1日 - 株式会社OGCTSに商号変更[6]。

Daigasエナジー
- 2019年（令和元年）10月1日 - 会社設立。
- 2020年（令和2年）4月1日 - OGCTSを吸収合併し[1]、事業開始。